# Montier-en-Der
Pour les articles homonymes, voir Montier.
Montier-en-Der est une ancienne commune française située dans le département de la Haute-Marne en région Grand Est.
Le 1er janvier 2016, elle est devenue une commune déléguée de la commune nouvelle de  La Porte-du-Der créée par arrêté préfectoral du 29 décembre 2015.

## Géographie

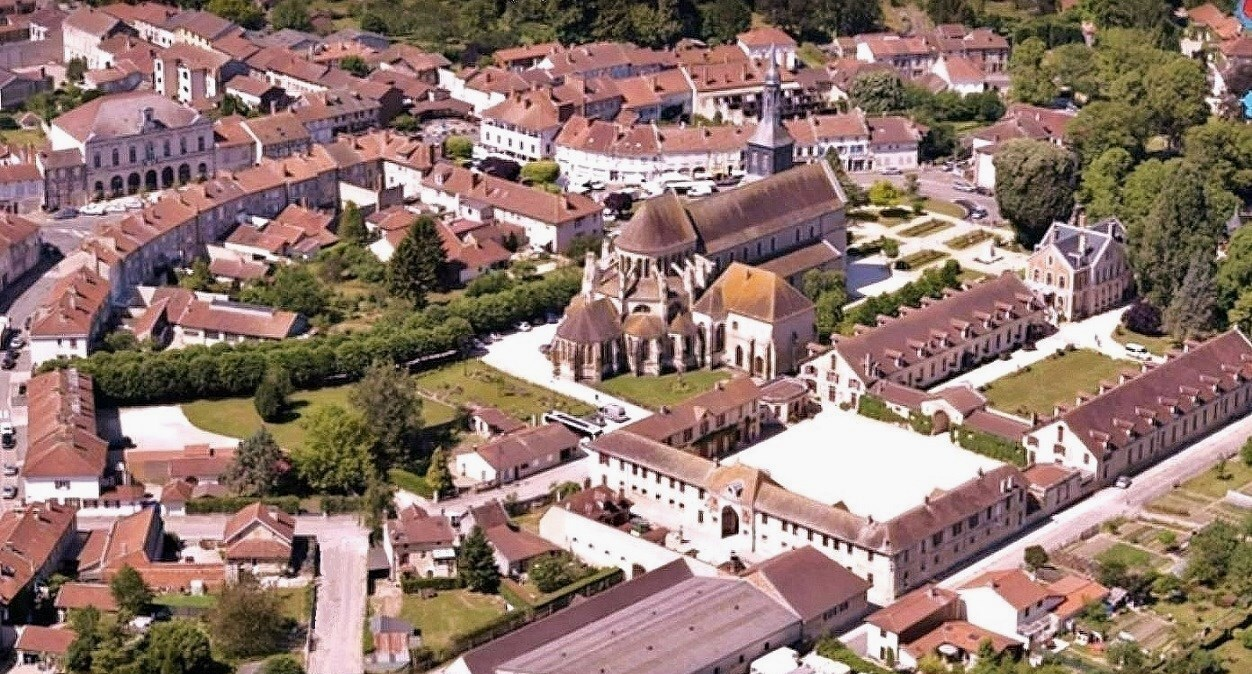
Vue générale

Montier-en-Der, commune principale du pays du Der, est située au sud du lac du Der-Chantecoq. Saint-Dizier est à 24 km au nord-est et Châlons-en-Champagne à 73 km au nord-ouest.

### Hydrogaphie

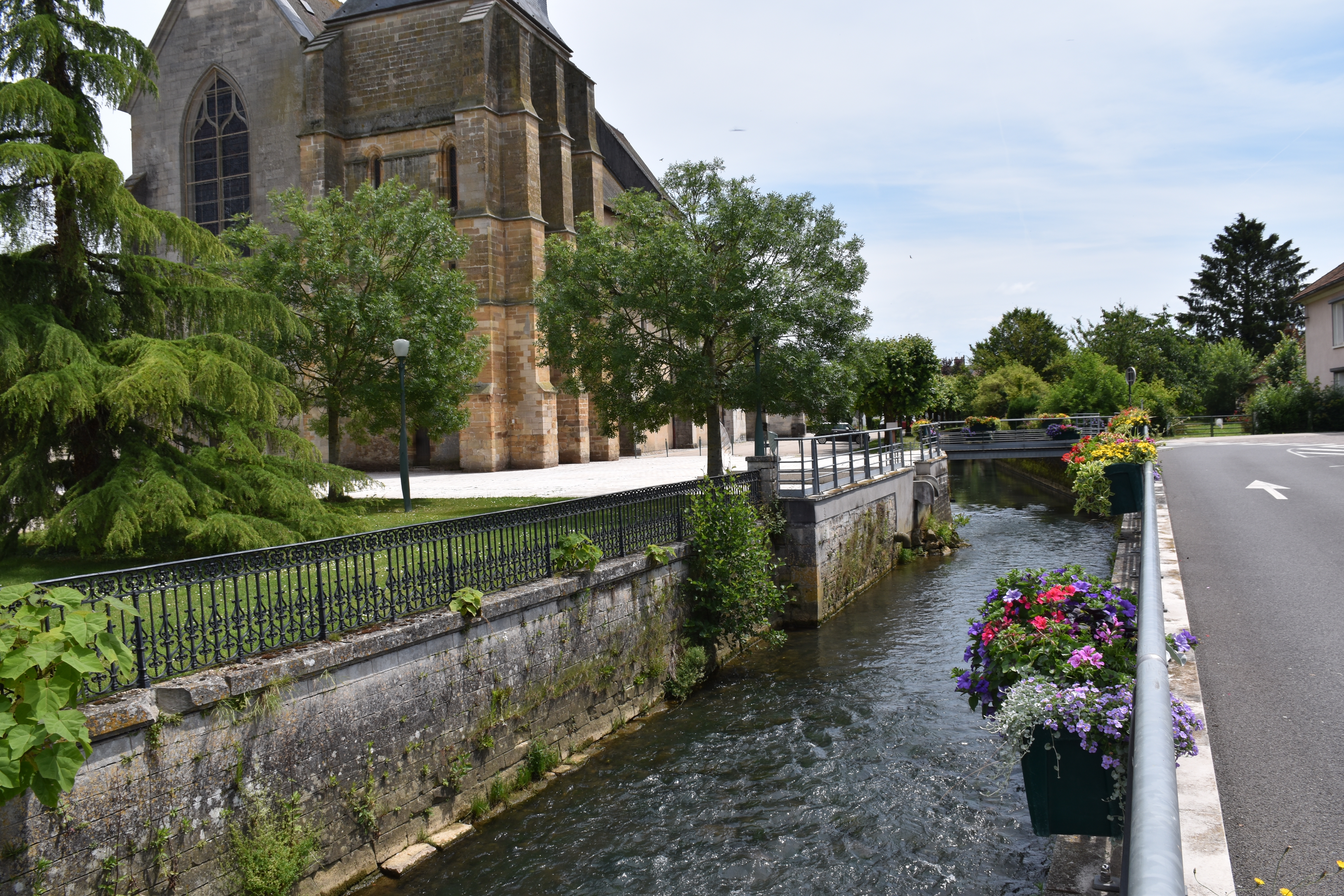
La Voire canalisée traverse Montier-en-Der.

Le village est traversé du sud au nord par La Voire, rivière d'une longueur de 56 km,  qui prend sa source dans la commune de Dommartin-le-Franc et se jette dans l'Aube à Molins-sur-Aube, après avoir traversé 21 villages.

## Toponymie
Le latin monasterium « monastère » aboutit en ancien français à montier. L'élément Der est emprunté à celui de la forêt, attestée au Moyen Âge dans la locution latinisée in foreste Dervo. L'étymon indo-européen *deru- (avec le sens polysémique de solide, ferme comme un arbre) se retrouve dans le sens de chêne, l'arbre par excellence, dans le gaulois dervos semblable au breton dero-dervenn et au gallois derw - derwen.

## Histoire
L'emplacement du futur village, situé entre la Voire et le Magnentin (« haut menson »), est celui du pavillon de chasse ou maison de plaisance nommé Puisy ou Puisé et appartenant à Childéric II. Sur la recommandation de saint Léger évêque d'Autun et d'Almaric maire du Palais, Chilpéric II donne la propriété à Berchaire, abbé d'Hautvillers,.
En 672, saint Berchaire fonde le monastère bénédictin de Montier-en-Der, en latin Monasterium Dervense. Il dote sa fondation de 21 villages. Parmi les reliques et objets précieux dont il dote l'église de son monastère figure le diptyque des Nicomaque et des Symmaque, qui y restera jusqu'à la Révolution française.

Les premiers habitants du lieu et de Puellemoutier sont huit prisonniers et huit prisonnières rachetés par Berchaire. Le bourg se développe autour du monastère et prend rapidement le nom de celui-ci.
L'orphelinat Sainte-Lucie est créé en 1898 ; il devient par la suite la Fondation Lucy Lebon.
Dans la nuit du 14 au 15 juin 1940, la résistance d'un détachement français à l'armée allemande entraîne la destruction de l'église et d'une partie importante des habitations. L'église est reconstruite après la guerre ; le clocher, inauguré le 3 juillet 1982, est le dernier élément reconstitué. Les habitations du centre du village ont été rebâties dans les années 1950. Montier-en-Der est titulaire de la Croix de guerre.

## Politique et administration

### Liste des maires

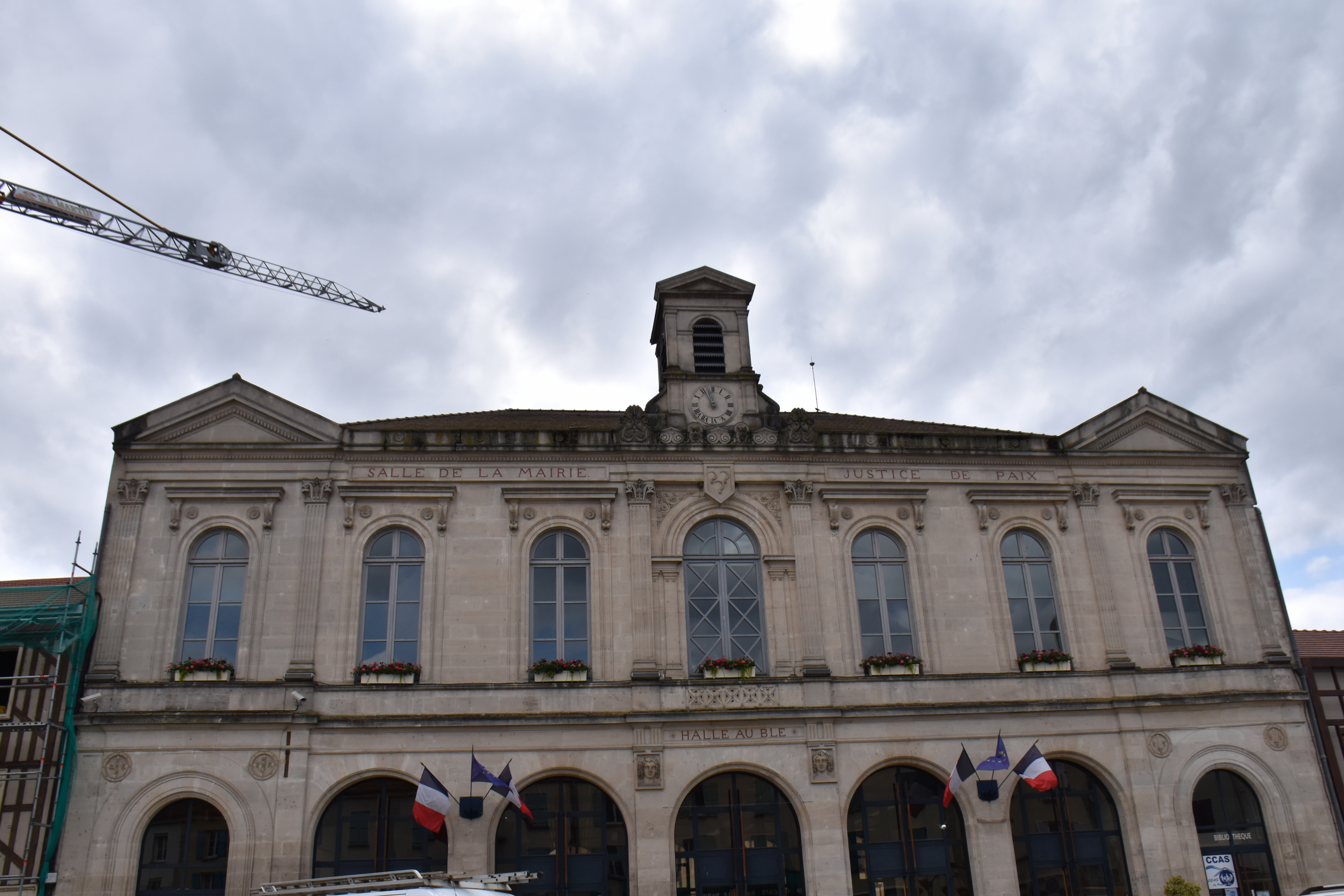
La mairie en travaux en juin 2024.

| Période                                  | Période  | Identité           | Étiquette | Qualité                                 |
| ---------------------------------------- | -------- | ------------------ | --------- | --------------------------------------- |
| Les données manquantes sont à compléter. |          |                    |           |                                         |
| 1878                                     | 1883     | Eugène Darnet      |           |                                         |
| 1883                                     | 1897     | Christophe BODEZ   |           |                                         |
| 1897                                     | 1908     | Charles Renault    |           |                                         |
| 1908                                     | 1914     | Jules Percheron    | DVD       |                                         |
| 1914                                     | 1929     | Fernand Remy       | DVD       |                                         |
| 1929                                     | 1971     | Paul Percheron     | DVD       |                                         |
| 1977                                     | 1989     | Georges Trussard   | DVD       |                                         |
| 1989                                     | 1995     | Michel Louis       | DVD       |                                         |
| 1995                                     | en cours | Jean-Jacques Bayer | DVD       | Conseiller général, conseiller régional |

## Population et société

### Démographie

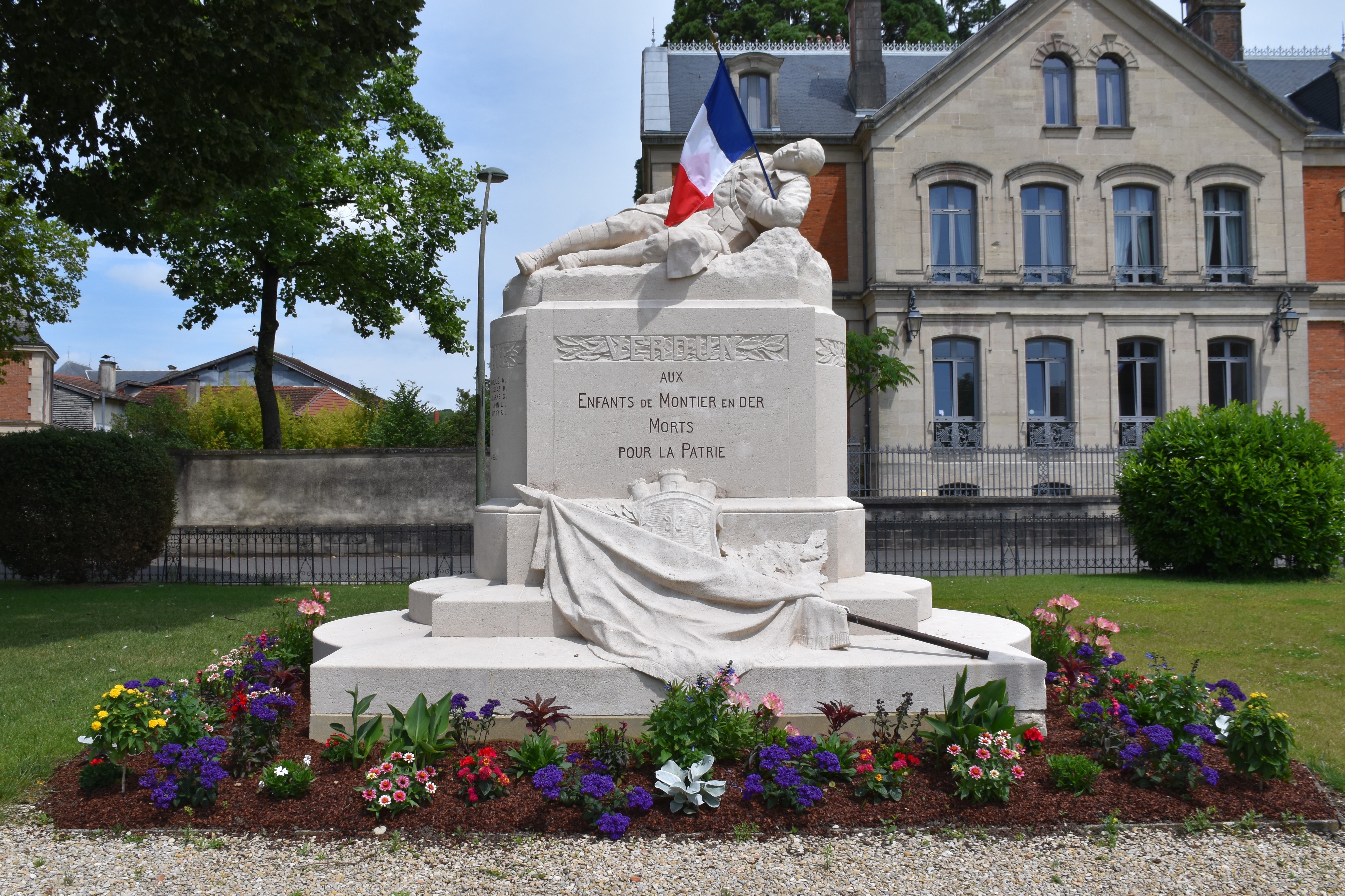
Le monument aux morts.

L'évolution du nombre d'habitants est connue à travers les recensements de la population effectués dans la commune depuis 1793. À partir du 1er janvier 2009, les populations légales des communes sont publiées annuellement dans le cadre d'un recensement qui repose désormais sur une collecte d'information annuelle, concernant successivement tous les territoires communaux au cours d'une période de cinq ans. 
Pour les communes de moins de 10 000 habitants, une enquête de recensement portant sur toute la population est réalisée tous les cinq ans, les populations légales des années intermédiaires étant quant à elles estimées par interpolation ou extrapolation. Pour la commune, le premier recensement exhaustif entrant dans le cadre du nouveau dispositif a été réalisé en 2006,.
En 2013, la commune comptait 2 072 habitants, en évolution de −0,53 % par rapport à 2008 (Haute-Marne : −2,45 %, France hors Mayotte : +2,49 %).
| 1793  | 1800  | 1806  | 1821  | 1831  | 1836  | 1841  | 1846  | 1851  |
| ----- | ----- | ----- | ----- | ----- | ----- | ----- | ----- | ----- |
| 1 800 | 1 478 | 1 480 | 1 471 | 1 466 | 1 498 | 1 496 | 1 558 | 1 650 |

| 1856  | 1861  | 1866  | 1872  | 1876  | 1881  | 1886  | 1891  | 1896  |
| ----- | ----- | ----- | ----- | ----- | ----- | ----- | ----- | ----- |
| 1 492 | 1 515 | 1 487 | 1 374 | 1 443 | 1 404 | 1 474 | 1 446 | 1 559 |

| 1901  | 1906  | 1911  | 1921  | 1926  | 1931  | 1936  | 1946  | 1954  |
| ----- | ----- | ----- | ----- | ----- | ----- | ----- | ----- | ----- |
| 1 597 | 1 564 | 1 607 | 1 605 | 1 645 | 1 661 | 1 563 | 1 365 | 1 605 |

| 1962  | 1968  | 1975  | 1982  | 1990  | 1999  | 2006  | 2011  | 2013  |
| ----- | ----- | ----- | ----- | ----- | ----- | ----- | ----- | ----- |
| 1 808 | 2 136 | 2 144 | 2 162 | 2 023 | 2 019 | 2 091 | 2 091 | 2 072 |

### Manifestations culturelles
- Chaque année depuis 1996 a lieu, en novembre, le Festival international de la photo animalière et de nature de Montier-en-Der[10].

## Économie
- La brasserie artisanale du Der à Montier-en-Der brasse plusieurs bières dont la mellite et la nuisement.

## Culture locale et patrimoine

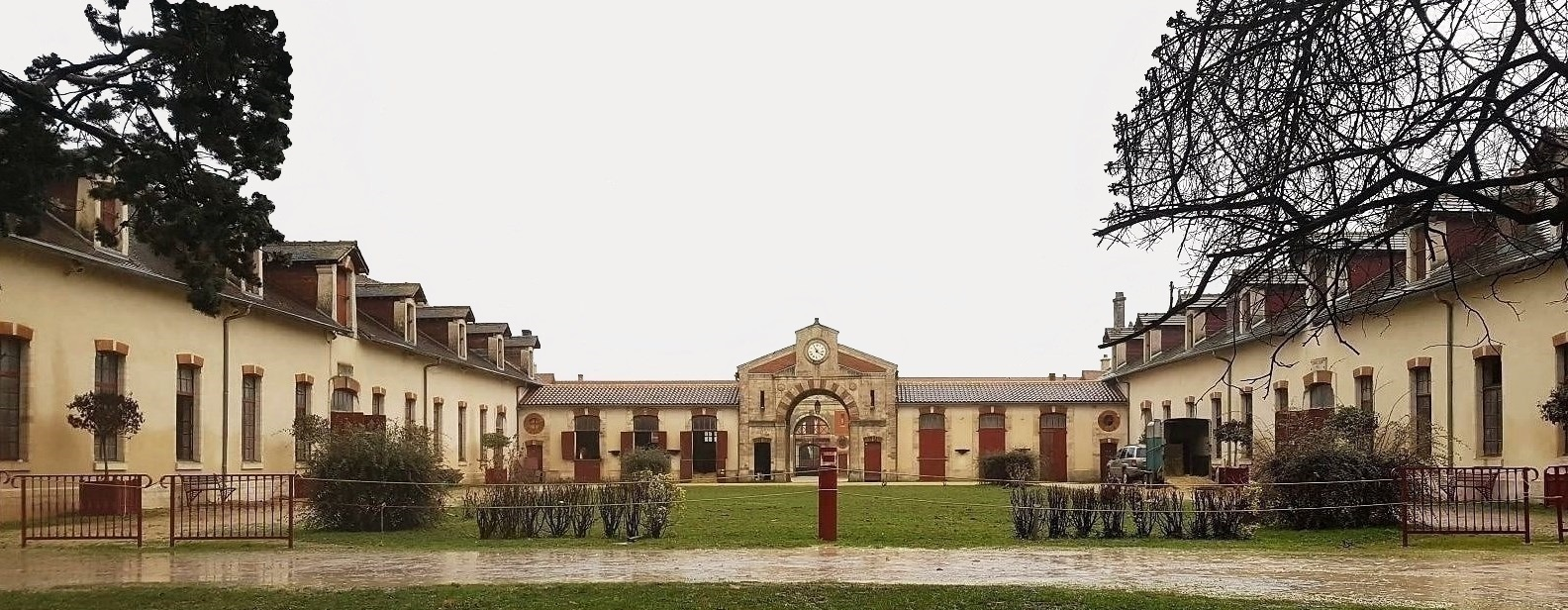
L'entrée du haras national

### Lieux et monuments

#### Haras de Montier-en-Der
Le haras national de Montier-en-Der, créé en 1806, est réputé pour être un important centre d'élevage du cheval ardennais.

#### L'abbatiale Saint-Pierre-et-Saint-Paul

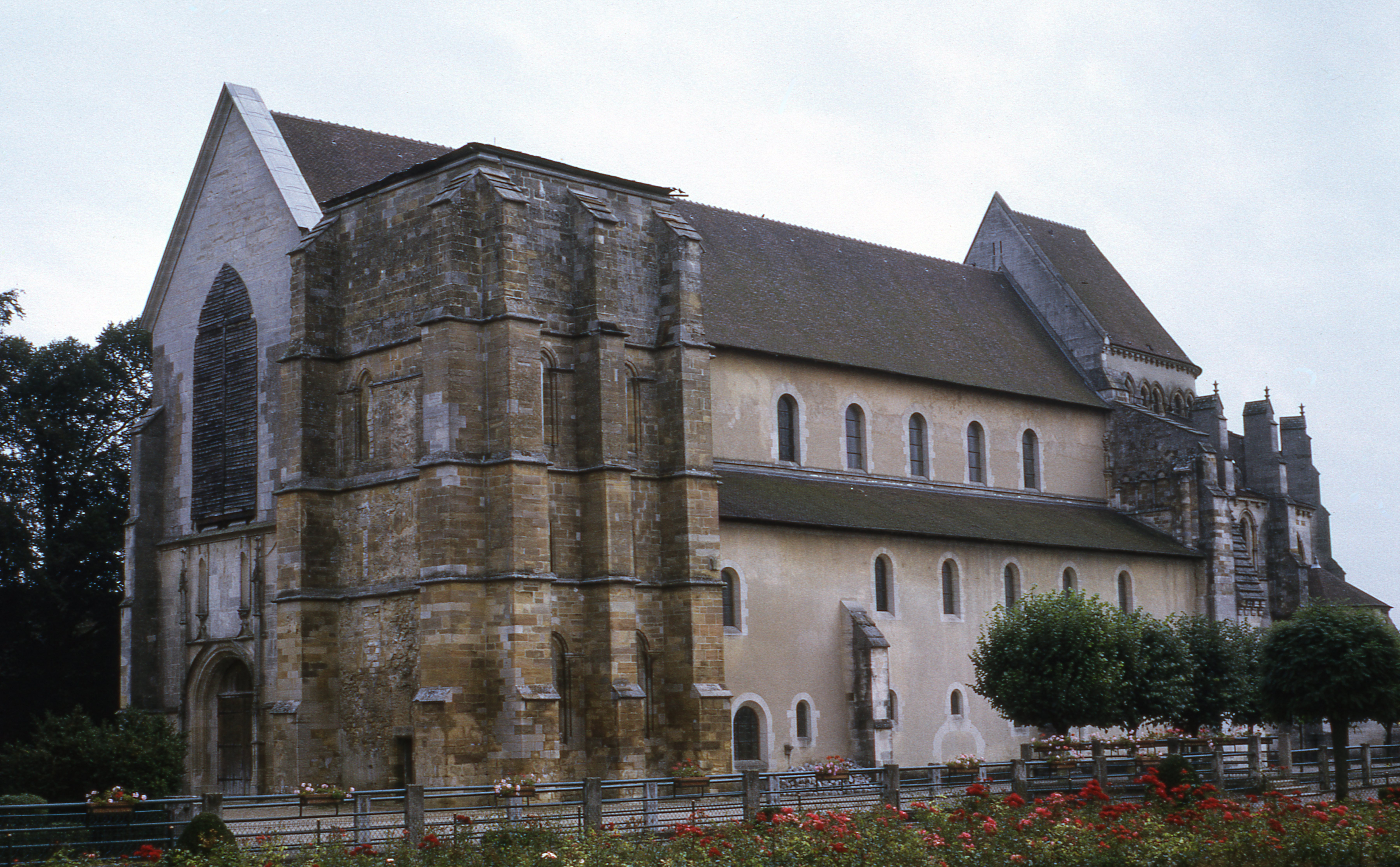
L'abbatiale en 1972 avant la reconstruction du clocher détruit en 1940.

L'église est le seul bâtiment subsistant de l'abbaye fondée en 673 par saint Berchaire sur des terres données par Childéric II. L'abbaye a vu sont rayonnement spirituel et matériel atteindre son plus grand développement pendant l'abbatiat d'Adson (960-992). C'est pendant cet abbatiat que la construction de la nef actuelle a commencé. L'église a été consacrée en 998. Le bâtiment est classé à l'inventaire des monuments historiques dès le classement initial de 1862 de même qu'une quinzaine d'objets situés à l'intérieur du bâtiment.

### Personnalités liées à la commune
- Voir aussi la catégorie recensant les personnalités nées à Montier-en-Der.

- Berchaire, devenu saint Berchaire, fondateur de la ville de Montier-en-Der à la fin du Ier millénaire apr. J.-C. il a été fait, à titre posthume, chevalier de l'ordre du Der en 2014 par la confrérie du même nom
- Adson de Montier-en-Der (920-?), abbé
- Jean-Thomas Thibault (1757-1826), architecte, peintre, né dans la commune
- Pierre-Augustin Berthemy (1778-1855), général des armées de la République et de l'Empire
- Charles Joseph Bouchard (1837-1915), médecin anatomo-pathologiste, né dans la commune
- Jeanne Ancelet-Hustache (1891-1983), germaniste, traductrice et spécialiste de la mystique rhénane, ayant fait une partie de sa scolarité à Montier-en-Der[15]
- Pierre Chevry, né à Montier-en-Der en 1894, directeur de l'usine Kuhlmann de Paimbœuf, résistant, mort pour la France au camp de concentration de Mauthausen en 1944
- Judith Magre (1926-), comédienne - actrice née à Montier-en-Der
- Simone Goyard-Fabre (1927-2019), agrégée de philosophie, universitaire, spécialiste de philosophie politique.
- Régis Porte (1953-), comédien - acteur né à Montier-en-Der

### Héraldique
| Armes de Montier-en-Der | Les armes de Montier-en-Der se blasonnent ainsi : d’azur à la fleur de lys d’or, accompagnée de trois faucilles d’argent emmanchées aussi d’or. |